# TT Zero

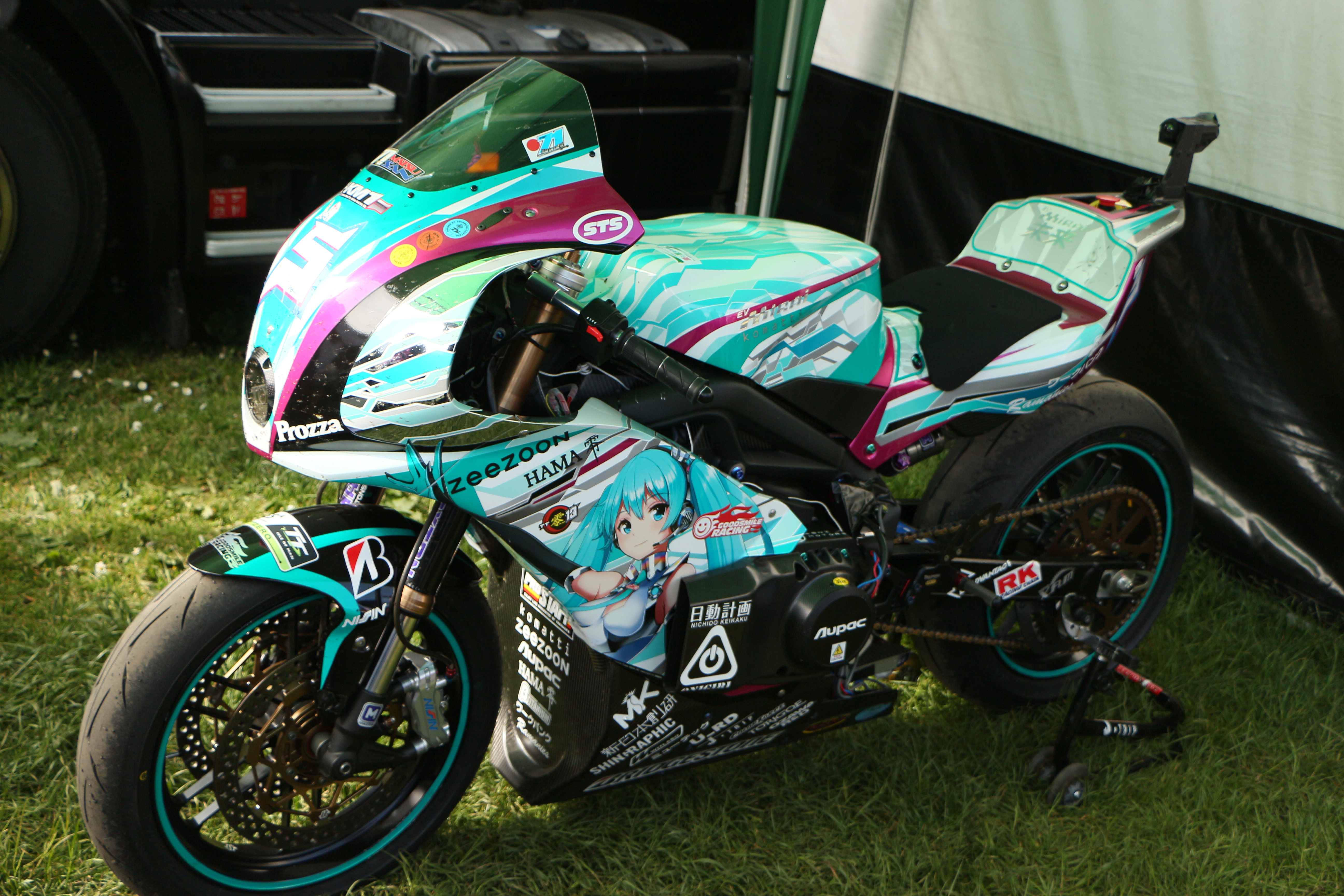
TT Zero 2013 - Komatti-Mirai EV

Il TT Zero è una competizione motociclistica che si svolge durante il Tourist Trophy, evento che si tiene ogni anno sull'Isola di Man. Si è svolto per la prima volta nell'edizione 2010 dell'evento, rimpiazzando la gara delle TTXGP che si svolgeva sulla distanza di un solo giro (37,733 miglia) del circuito del Mountain. La gara del TT Zero è riservata a motociclette prototipo da competizione in cui “la concezione tecnica preveda la propulsione senza carburanti di origine fossile e senza emissioni tossiche o nocive”. Il governo dell'Isola di Man ha messo in palio un premio di £10.000 per il primo concorrente che fosse riuscito a sfondare la barriera delle 100 mph (22 minuti e 38,388 secondi) di velocità media lungo il circuito del Mountain.